# Śląsk Austriacki
Śląsk Austriacki (niem. Österreichisch-Schlesien, cz. Rakouské Slezsko, oficjalnie Księstwo Górnego i Dolnego Śląska, niem. Herzogtum Ober- und Niederschlesien, czes. Vévodství Horní a Dolní Slezsko lub w skrócie Księstwo Śląska, niem. Herzogtum Schlesien) – prowincja utworzona w 1742 roku z pozostałej w monarchii Habsburgów części Śląska: księstwa cieszyńskiego, państw stanowych: bielskiego, bruntalskiego, frydeckiego, frysztackiego, bogumińskiego oraz części dawnych księstw opawskiego, karniowskiego i nyskiego.

## Historia

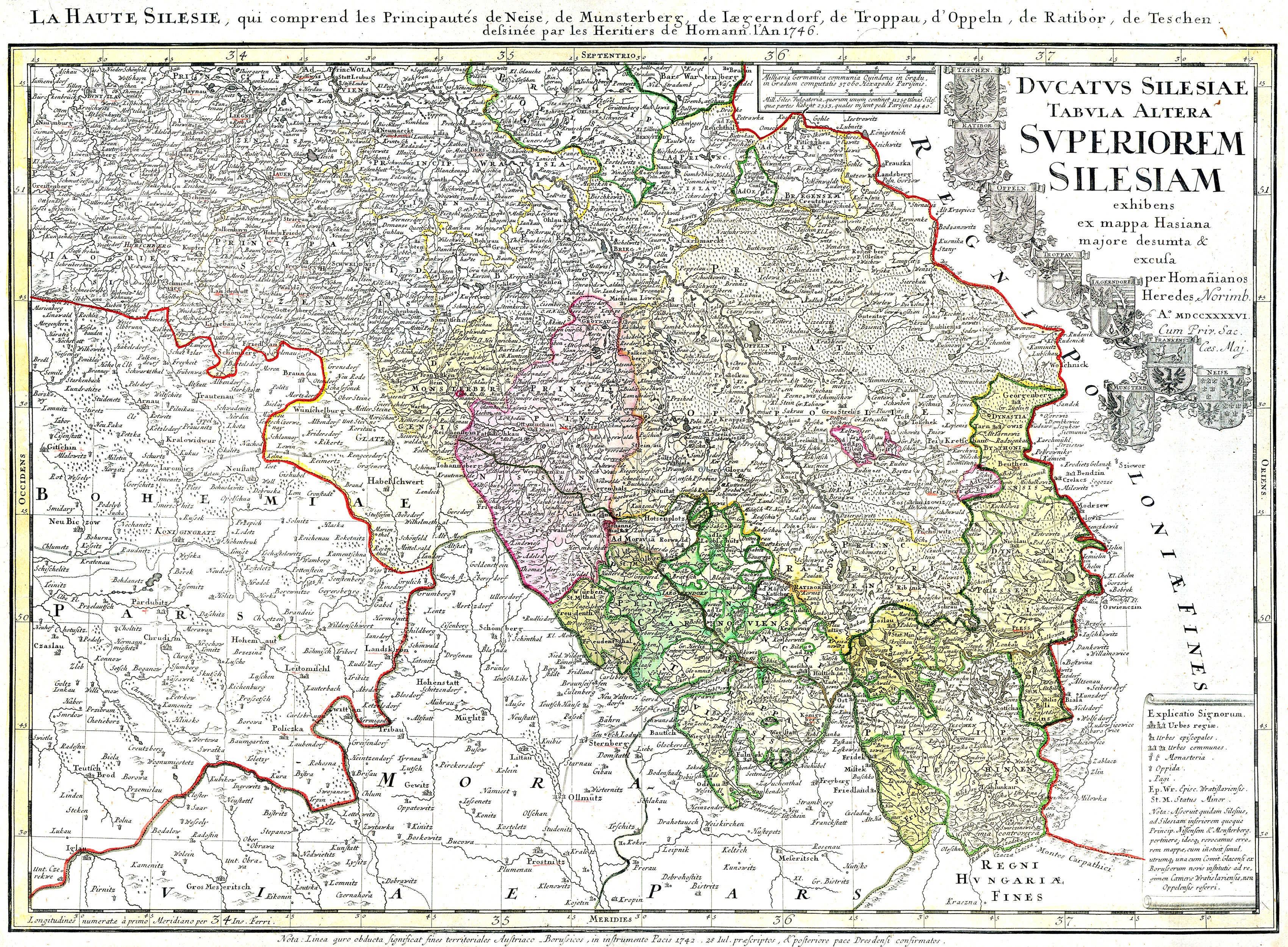
Górny Śląsk i część Dolnego na mapie z 1746 r.

Po trzech wojnach śląskich teren Śląska został podzielony – początkowo pokojem wrocławskim w 1742 a ostatecznie w 1763 – pomiędzy Prusy i Austrię (formalnie Królestwo Czech). Do państwa Hohenzollernów włączono większą część Śląska. Przy Habsburgach pozostały jedynie południowe fragmenty księstwa nyskiego, karniowskiego oraz opawskiego, a także niemal całe księstwo cieszyńskie. Habsburgowie stracili również ziemię kłodzką, włączoną administracyjnie do pruskiego Śląska. Pierwszym prezydentem prowincji został hrabia Fryderyk Wilhelm Haugwitz, wcześniejszy starosta generalny całego Śląska. 
Śląsk Austriacki – będący częścią Korony Czeskiej, tzw. krajów Korony Świętego Wacława – miał postać dwóch terytoriów nie połączonych ze sobą – oddzielał go wąski klin graniczny Moraw w okolicach Ostrawy. W granicach księstwa znajdowały się również liczne enklawy morawskie, m.in. Ziemia Osobłoska w pobliżu Zlatých Hor, przy granicy z Prusami. Jednocześnie istniały dwie enklawy, które należały do Moraw również administracyjnie – były to miejscowości Botenwald (cz. Butovice) oraz Neu Würben (cz. Nové Vrbno). Jednocześnie jedną z enklaw morawskich (Kietrz) Habsburgowie stracili po wojnach śląskich na rzecz Prus.
W strukturze Kościoła katolickiego Śląsk Austriacki podzielony był pomiędzy diecezję wrocławską (obszar księstwa nyskiego na zachodzie i księstwa cieszyńskiego na wschodzie, dla którego w 1770 powstał wikariat generalny) oraz diecezji ołomunieckiej (pozostały obszar wokół Opawy i Karniowa). W powstałej po 1781 strukturze Kościoła ewangelickiego austriackiej Przedlitawii Śląsk Austriacki podlegał superintendenturze morawsko-śląskiej i powstałemu w 1807 senioratowi śląskiemu.
Część regionu położoną wokół Opawy (niem. Troppau) nazywano Śląskiem Opawskim, względnie zachodnim, natomiast wokół Cieszyna – odpowiednio Śląskiem Cieszyńskim, względnie wschodnim. Powierzchnia Śląska Austriackiego wynosiła bez enklaw morawskich 5147 kilometrów kwadratowych.
W latach 1763–1782 był jedną z samodzielnych prowincji państwa Habsburgów, a od 1860 krajem koronnym (oficjalnie pod nazwą Herzogtum Ober- und Niederschlesien – Księstwo Górnego i Dolnego Śląska) z autonomią oraz własnym sejmem krajowym. Stolicą była Opawa. Po I rozbiorze Polski cesarzowa Maria Teresa zajęła dawne Księstwa Oświęcimskie i Zatorskie i formalnie przyłączyła je do Śląska Austriackiego (będącego częścią Korony Czeskiej), przez co jego powierzchnia wzrosła o 2,5 tysiąca kilometrów kwadratowych. Administracyjnie Oświęcim i Zator były jednak częścią Galicji (choć do 1860 wraz z innymi ziemiami Korony Czeskiej należały do Związku Niemieckiego).

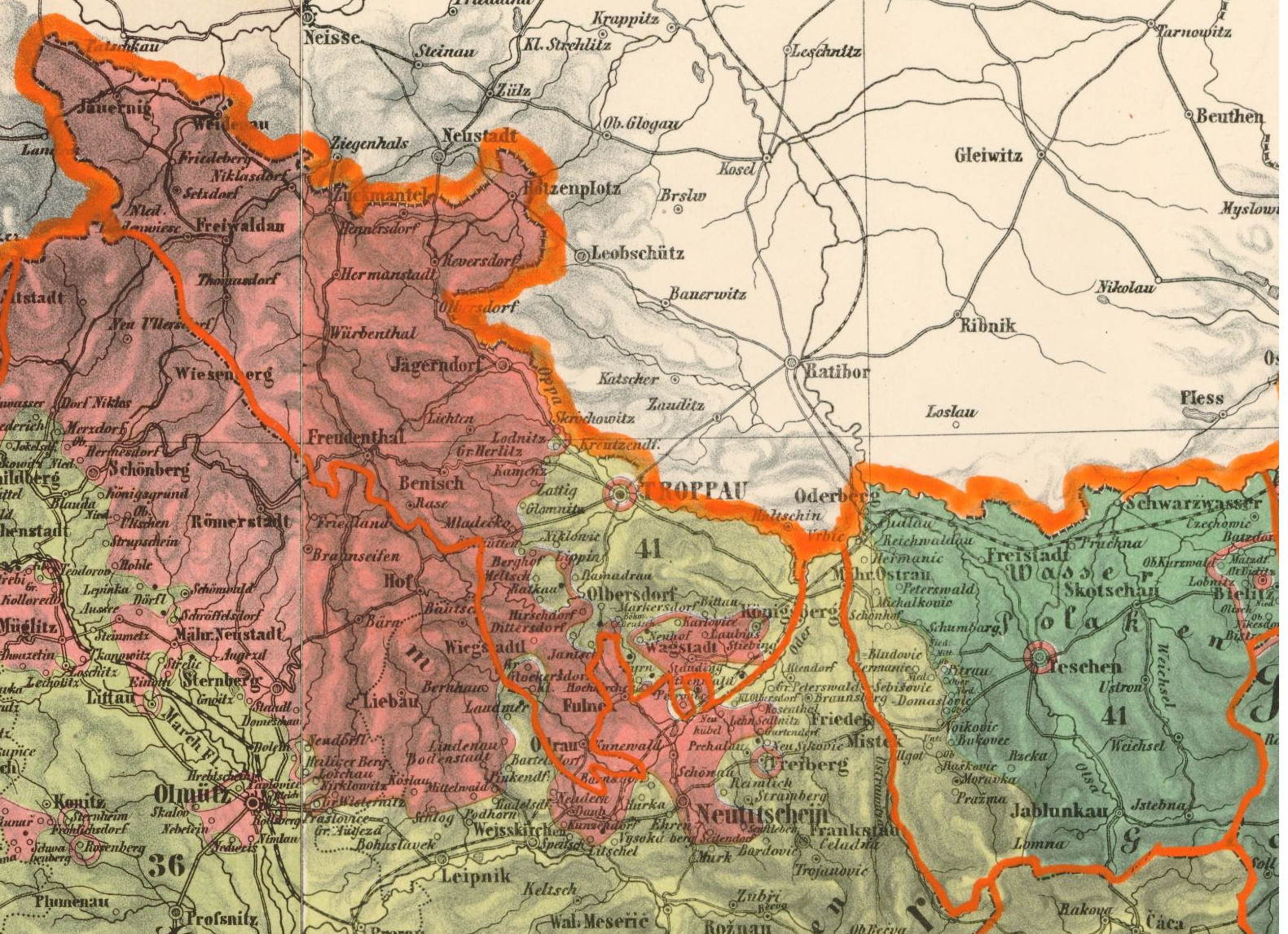
Śląsk Austriacki ma mapie etnograficznej Cesarstwa Austriackiego z 1855 autorstwa Karla Freiherra von Czörnig

W czasie Wiosny Ludów w Cesarstwie Austriackim miały miejsce ogromne zmiany społeczno-polityczne, jak również silne ruchy narodowowyzwoleńcze. Na tej kanwie, w kwietniu 1848 w Wiedniu powstał Związek Ślązaków Austriackich. Wydarzenia te zmusiły rządzących do reform społecznych (np. zniesienie pańszczyzny 7 września 1848) i politycznych, przejawiających się m.in. w uznaniu równouprawnienia wszystkich narodów Cesarstwa (rozporządzenie 4 marca 1849). Nastąpiła również emancypacja sądownictwa i administracyjna gmin w austriackiej części Śląska i ostatecznie 30 grudnia 1849 roku wydano rozporządzenie o utworzeniu ziemi śląskiej jako osobnego kraju koronnego i Sejmu Ziemi Śląskiej z siedzibą w Opawie. Od 1866 sześciu śląskich posłów wchodziło w skład Rady Państwa w Wiedniu. Z przerwą w latach 1851–1861 Sejm Śląski działał do rozpadu cesarstwa w 1918. W 1910 roku, według spisu powszechnego 45% mieszkańców posługiwało się językiem niemieckim, następnie polskim – 33% i czeskim – 22%. Znaczna większość jako religię wyznawaną deklarowała katolicyzm.

### Kalendarium
- 1740–1742 – I wojna śląska.
- 1740 – Król pruski Fryderyk II Wielki zajmuje większość ziem Górnego Śląska, poza księstwami cieszyńskim, opawskim i karniowskim.
- 1741, 10 czerwca – zwycięstwo pruskie nad Austrią w bitwie pod Małujowicami i zajęcie Śląska przez Prusy.
- 1742, 11 czerwca – podpisanie pokoju we Wrocławiu, na mocy którego Fryderyk II uzyskuje prawie cały Śląsk Dolny (oprócz części biskupiego księstwa nyskiego – ziemi frywałdowskiej) i większość Górnego Śląska, w tym księstwo opolskie i raciborskie.
- 1743 – obrady dwu kurialnego sejmu krajowego.
- 1751 – podział Śląska Austriackiego na obwody karniowski (cz. Krnovský kraj, niem. Jägerndorfer Kreis), opawski (cz. Opavský kraj, niem. Troppauer Kreis) i cieszyński (cz. Těšínský kraj, niem. Teschner Kreis).
- 1763 – pokój w Hubertusburgu po III wojnie śląskiej, utrwalenie granic
- 1770 – ustanowienie wikariatu generalnego austriackiej części diecezji wrocławskiej dla dwóch komisariatów: powstałego w 1642 cieszyńskiego i powstałego później w 1746 nyskiego/frywałdowskiego
- 1782 – połączenie przez cesarza Józefa II Śląska Austriackiego z Morawami, powstaje Gubernium morawsko-śląskie.
- 1783 – podział na obwody opawski i cieszyński.
- 1849 – Śląsk Austriacki zostaje wydzielony z Moraw jako kraj Monarchii austriackiej.
- 1850 – podział Śląska Austriackiego na 1 obwód, 7 powiatów politycznych (Bielsko, Bruntal, Cieszyn, Frydek, Frywałdów, Karniów, Opawa-okolice i stolica prowincji Opawa) i 22 powiaty sądowe.
- 1918, październik – Niemcy żyjący na zachodzie Śląska Austriackiego proklamują Kraj Sudetów oraz zgłaszają akces do Republiki Niemieckiej Austrii.
- 1918, grudzień – wojska czechosłowackie zajmują Kraj Sudetów.
- 1920, 28 lipca–31 lipca – Rada Ambasadorów dzieli Śląsk Cieszyński między Polskę i Czechosłowację.
- 1920 – na mocy ustaleń wersalskich Czechosłowacja obejmuje południową część powiatu raciborskiego, tzw. kraik hulczyński[5].

## Granice

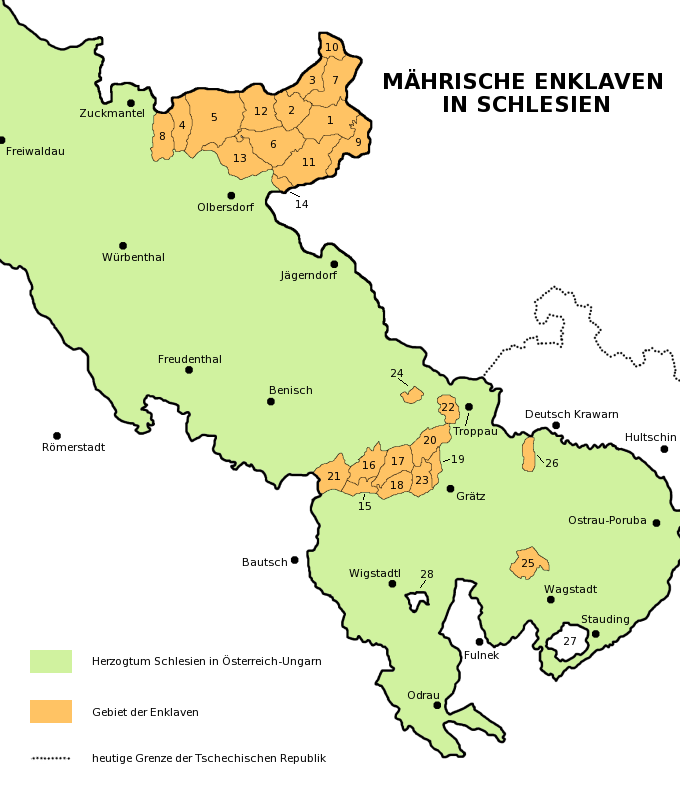
Enklawy morawskie na terenie Śląska Austriackiego

Pod względem kształtowania granic Śląsk Austriacki składał się z dwóch części historycznego Śląska, rozdzielonych klinem morawskim w okolicach Ostrawy. Na terenie kraju koronnego znalazło się również 26 enklaw morawskich, które jednak administracyjnie podlegały Opawie (ale np. płacone podatki były odprowadzane na Morawy).

### Sytuacja po roku 1918
Po upadku Austro-Węgier w 1918 roku tereny księstwa stały się przedmiotem sporu między nowymi państwami, Polską i Czechosłowacją oraz przyczyną wojny granicznej. 23 stycznia 1919 wojska czechosłowackie wkroczyły na tereny sporne celem przyłączenia go do Czechosłowacji. Wojna graniczna trwała do 5 lutego 1919, nie przynosząc żadnej stronie jednoznacznego zwycięstwa. Podział Śląska nastąpił latem 1920 roku. W tym czasie Polska prowadziła na wschodzie wojnę z sowiecką Rosją, będąc tym samym w sporze o podział Śląska z Czechosłowacją gotowa do daleko idących kompromisów. W tej sytuacji czechosłowacki minister spraw zagranicznych Edvard Beneš osiągnął podział Śląska wzdłuż rzeki Olzy, jak również przyłączenie spornych terenów Spisza i Orawy do Czechosłowacji. 25 czerwca 1920 rada przedstawicieli państw ententy postanowiła wiążąco i bez przeprowadzenia ustalonego w 1918 r. plebiscytu wyznaczyć ostateczny przebieg granicy. Pod naciskiem aliantów 28 lipca 1920 r. Polska i Czechosłowacja podpisały układ graniczny. Konflikt graniczny był tym sposobem oficjalnie zakończony, jednak Polska nie zrezygnowała z roszczeń terytorialnych do terenów zajętych zbrojnie przez Czechosłowację. W 1938 r. na mocy postanowień konferencji monachijskiej większość terenów sudeckich Śląska przyłączono do Rzeszy, a Polska wymusiła na osłabionej Czechosłowacji zwrot Zaolzia wraz z Boguminem. W 1945 r. po II wojnie światowej przywrócono granicę z 1920 r.
Ostatecznie konflikt terytorialny pomiędzy CSRS i PRL został zakończony 2 czerwca 1958, kiedy PRL zrezygnowała z wszelkich roszczeń.